# Eduardo Priggione
Eduardo Alberto Priggione Presa (ur. 23 lutego 1934 w Montevideo) – urugwajski pływak, olimpijczyk z 1952 z Helsinek.
| Igrzyska      | Konkurencja            | Eliminacje | Eliminacje | Półfinał | Półfinał | Finał | Finał   |
| Igrzyska      | Konkurencja            | Czas       | Miejsce    | Czas     | Miejsce  | Czas  | Miejsce |
| ------------- | ---------------------- | ---------- | ---------- | -------- | -------- | ----- | ------- |
| Helsinki 1952 | 400 m stylem dowolnym  | 5:12.1     | 41.        |          |          |       |         |
| Helsinki 1952 | 1500 m stylem dowolnym | 21:11.9    | 32.        |          |          |       |         |